# کریگ گیلمور
کریگ گیلمور (انگلیسی: Craig Gilmore؛ زادهٔ ۱ ژانویهٔ ۱۹۶۸) هنرپیشه اهل ایالات متحده آمریکا است.